# Charles Dance
Walter Charles Dance [tʃɑːlz dæns] est un acteur, réalisateur et scénariste britannique, né le 10 octobre 1946 à Redditch dans le Worcestershire.
Membre de la Royal Shakespeare Company dans les années 1970, il se fait connaître en 1984 pour son rôle dans la mini-série Le Joyau de la couronne (1984) qui lui vaut une nomination au BAFTA du meilleur acteur. Au cinéma il est notamment connu pour avoir interprété le Dr Jonathan Clemens dans Alien³ (1992), Benedict dans Last Action Hero (1993) et le commandant Denniston dans Imitation Game (2014). À partir des années 2010, il participe de plus en plus à des blockbusters, incarnant Thomas dans les films Underworld (2012-2016) et apparaissant dans Dracula Untold (2014), Docteur Frankenstein (2015), le reboot Ghostbusters (2016), Godzilla 2 : Roi des monstres (2019) et The King's Man : Première Mission (2021).
À la télévision, il reçoit plusieurs récompenses pour son rôle dans la mini-série La Maison d'Âpre-Vent (en) en 2005 et connait une forte popularité mondiale en incarnant Tywin Lannister dans la série à succès Game of Thrones (2011-2015). En 2019, il incarne Lord Mountbatten dans la série The Crown (2019).
En 2015, il prête sa voix à l’empereur Emhyr Var Emreis pour la version anglaise du jeu vidéo The Witcher 3: Wild Hunt (2015).

## Biographie

### Enfance et formation
Charles Dance est né le 10 octobre 1946 à Redditch dans le Worcestershire en Angleterre. Sa mère, Eleanor "Nell" Perks, est une cuisinière, et son père, Walter Dance, un ingénieur. Ce dernier meurt d'un ulcère alors que Charles n'est âgé que de 4 ans. Eleanor se remarie alors avec son locataire, Edward, pour donner plus de sécurité à Charles et son frère aîné Michael,,.
Il grandit à Plymouth, dans le Devon, et va à l'école pour garçons Widey Technical School. Il suit ensuite des études pour devenir graphiste au Plymouth College of Art (en) puis à l'université De Montfort à Leicester, dans le Leicestershire,,. Mais à la moitié de ses études, écoutant les souvenirs de deux anciens acteurs qui tiennent un pub dans le quartier, il décide de se lancer dans une carrière d'acteur,.

### Carrière
Au milieu des années 1970, Charles Dance rejoint la prestigieuse Royal Shakespeare Company de Londres. Il joue dans une douzaine de pièces de William Shakespeare dont les classiques tels que Hamlet ou Richard III,,. En 1974, il fait ses premiers pas à la télévision dans un épisode de la série The Inheritors. Il enchaine avec Father Brown (en) la même année, Edward the King en 1975 et Raffles (en) en 1977. En 1981, il débute au cinéma en obtenant un petit rôle d'assassin dans le film Rien que pour vos yeux de John Glen, face à Roger Moore en James Bond.
En 1984, il se fait remarquer dans le rôle du sergent Guy Perron dans la mini-série d'ITV, Le Joyau de la couronne. Il se voit même nommé au British Academy Television Award du meilleur acteur l'année suivante mais la récompense va à un autre acteur du même programme, Tim Pigott-Smith. En 1989, il retrouve l'univers de James Bond en jouant le rôle de l'écrivain Ian Fleming dans le téléfilm Goldeneye de Don Boyd (en). L'année suivante, il incarne le rôle-titre du téléfilm Le Fantôme de l'Opéra de Tony Richardson.
Au cinéma, il joue le mari de Meryl Streep dans Plenty de Fred Schepisi en 1985, donne la réplique à Greta Scacchi dans Sur la route de Nairobi de Michael Radford en 1987, et incarne le réalisateur D. W. Griffith dans Good Morning, Babylon des frères Taviani la même année,. Puis, il joue le médecin du pénitencier dans Alien³ de David Fincher face à Sigourney Weaver en 1992, l'ennemi d'Arnold Schwarzenegger dans Last Action Hero de John McTiernan en 1993, et un mari violent dans Lune rouge de John Bailey en 1994.
En 2001, il fait partie de la distribution quatre étoiles du film Gosford Park de Robert Altman. Le film et son casting reçoivent de nombreux prix, dont l'Oscar du meilleur scénario original. Il joue aux côtés de Sacha Baron Cohen dans Ali G de Mark Mylod en 2002 et dans Scoop de Woody Allen en 2006. Il apparait également dans des films français : Swimming Pool de François Ozon en 2003 et Désaccord parfait d'Antoine de Caunes en 2006.
En 2004, il écrit et réalise son premier film, Les Dames de Cornouailles, dans lequel jouent les actrices britanniques Judi Dench et Maggie Smith.
En 2005, il s'illustre dans le rôle de Mr Tulkinghorn dans la mini-série de la BBC, La Maison d'Âpre-Vent (en) (Bleak House), adaptée du roman de Charles Dickens. Il gagne un Broadcasting Press Guild Award du meilleur acteur, et se voit nommé meilleur acteur aux Primetime Emmy Awards, aux Royal Television Society Awards et aux Satellite Awards. Il apparait dans plusieurs séries britanniques : Miss Marple en 2006, Merlin et Trinity en 2009,.
Le 14 novembre 2006, Charles Dances est fait officier de l'ordre de l'Empire britannique (OBE) par la Reine Élisabeth II.
De 2011 à 2015, il connait un succès international dans la série américaine Game of Thrones, adaptation de la saga littéraire Le Trône de fer de George R. R. Martin. Pendant quatre saisons, il incarne l'impitoyable Tywin Lannister, patriarche de la famille Lannister. En parallèle, il apparait dans diverses grosses productions cinématographiques : il joue un vampire dans Underworld : Nouvelle Ère de Måns Mårlind et Björn Stein en 2012 puis dans Dracula Untold de Gary Shore (en) en 2014 face à Luke Evans. Cette même année, il incarne le commandant Alastair Denniston aux côtés de Benedict Cumberbatch et Keira Knightley dans Imitation Game de Morten Tyldum.
En 2015, il enchaine les films : Michiel de Ruyter de Roel Reiné, La Femme au tableau de Simon Curtis avec Helen Mirren, Enfant 44 de Daniel Espinosa avec Tom Hardy et Gary Oldman, et Docteur Frankenstein de Paul McGuigan aux côtés de James McAvoy et Daniel Radcliffe. À la télévision, il joue dans les mini-séries Childhood's End puis Agatha Christie : Dix Petits Nègres, adaptée du roman éponyme d'Agatha Christie. Toujours en 2015, il prête sa voix au personnage Emhyr Var Emreis, Empereur du Nilfgaard, dans le jeu vidéo The Witcher 3: Wild Hunt, développé par CD Projekt RED.

### Vie privée
En 1970, Charles Dance épouse Joanna Haythorn. Ils ont deux enfants. En 2004, ils divorcent. Puis il rencontre Eleanor Boorman avec qui il a une fille, Rose Othilie, née en 2012 mais ils se séparent quelques mois plus tard. Depuis 2020, il vit une histoire avec Alessandra Masi, rencontrée sur le tournage du film The Book of vision.

## Théâtre (sélection)
Charles Dance a joué dans de nombreuses pièces de théâtre,.
- Avec la Royal Shakespeare Company :
  - Hamlet : Fortinbras / Reynaldo
  - Perkin Warbeck (en) de John Ford : L'ambassadeur espagnol
  - Richard III : Catesby
  - Henri IV : Jean de Lancastre
  - Comme il vous plaira : Olivier
  - Henri V : Williams
  - Henry VI (deuxième partie) : Duc de Buckingham
  - The Jail Diary of Albie Sachs de David Edgar (en) : Freeman
  - Coriolan : Tullus Aufidius
  - 1975 : Henri V : Henri V (New York)
  - 1979 : Coriolan : Coriolan (Paris)

- 1979 : Irma la Douce, comédie musicale d'Alexandre Breffort et Marguerite Monnot : Nestor (Londres)
- 1980 : The Heiress (en) de Ruth Goetz et Augustus Goetz : Morris Townsend (Tournée)
- 1987 - 1988 : Her Infinite Variety (Théâtre Old Vic, Londres)
- 1989 - 1990 : Coriolan de William Shakespeare, mise en scène Terry Hands et John Barton : Coriolan (RCS, Stratford-upon-Avon puis Newcastle upon Tyne, et Barbican Centre, Londres)
- 1998 : Les Trois Sœurs d'Anton Tchekhov, mise en scène Bill Bryden : Verchinine (Birmingham Repertory Theatre (en), Birmingham)
- 1999 : Good (en) de Cecil Taylor (en), mise en scène Michael Grandage : John Halder (Donmar Warehouse, Londres)
- 2000 : Le Long Voyage vers la nuit d'Eugene O'Neill, mise en scène Robin Phillips (en) : James Tyrone (Lyric Theatre, Londres)
- 2001 - 2002 : The Play What I Wrote (en) de Hamish McColl (en), Sean Foley (en) et Eddie Braben (en), mise en scène Kenneth Branagh : Lui-même (Wyndham's Theatre (en), Londres)
- 2007 : Eh Joe (en) de Samuel Beckett : Joe (Parade Theatre, Sydney)
- 2007 : Les Ombres du cœur (Shadowlands) de William Nicholson : C. S. Lewis (Wyndham's Theatre, Londres, et tournée)

## Filmographie

### Cinéma
- 1981 : Rien que pour vos yeux de John Glen : Claus
- 1985 : Plenty de Fred Schepisi : Raymond Brock
- 1986 : Golden Child : L'Enfant sacré du Tibet de Michael Ritchie : Sardo Numspa
- 1987 : Sur la route de Nairobi de Michael Radford : Josslyn Hay, comte d'Erroll
- 1987 : Good Morning, Babylon de Paolo et Vittorio Taviani : D. W. Griffith
- 1987 : Hidden City de Stephen Poliakoff : James Richards
- 1988 : L'Île de Pascali de James Dearden : Anthony Bowles
- 1992 : Alien³ de David Fincher : Jonathan Clemens
- 1992 : La valle di pietra de Maurizio Zaccaro : Arpenteur
- 1993 : Last Action Hero de John McTiernan : M. Benedict
- 1993 : Century de Stephen Poliakoff : Professeur Mandry
- 1994 : Lune rouge de John Bailey : Rupert Munro
- 1994 : Desvío al paraíso de Gerardo Herrero : Quinn
- 1994 : Kabloonak de Claude Massot : Robert Flaherty
- 1995 : Terror Clinic (Exquisite Tenderness) de Carl Schenkel : Dr Ed Mittlesbay
- 1996 : Michael Collins de Neil Jordan : Soames
- 1996 : Space Truckers de Stuart Gordon : Nabel / Macanudo
- 1996 : Potemkin: The Runner's Cut de Declan O'Dwyer : Sergueï Eisenstein
- 1997 : The Blood Oranges (en) de Philip Haas : Cyril
- 1998 : What Rats Won't Do d'Alastair Reid : Gerald
- 1998 : Hilary et Jackie d'Anand Tucker : Derek Du Pré
- 1999 : Amour sous influence (Don't Go Breaking My Heart) de Willi Patterson : Frank
- 1999 : Chrono-Perambulator, court-métrage de Damien O'Donnell : James "Dougie" Douglas
- 2001 : Jurij de Stefano Gabrini : Padre di Jurij
- 2001 : Tmavomodrý svět de Jan Svěrák : Commandant Bentley
- 2001 : Gosford Park de Robert Altman : Lord Raymond Stockbridge
- 2002 : Ali G de Mark Mylod : David Carlton
- 2002 : Black and White (en) de Craig Lahiff (en) : Roderic Chamberlain
- 2003 : Swimming Pool de François Ozon : John Bosload
- 2003 : Labyrinth de Lorne Thyssen : Charles Lushington
- 2003 : City and Crimes de Rod On Jr. : Cox William
- 2004 : Les Dames de Cornouailles (réalisateur et scénariste)
- 2006 : Dolls (en), court-métrage de Susan Luciani : Narrateur
- 2006 : Scoop de Woody Allen : M. Malcolm
- 2006 : Starter for 10 de Tom Vaughan : Michael Harbinson
- 2006 : Désaccord parfait d'Antoine de Caunes : Le maître de cérémonie du Battar
- 2007 : The Contractor de Josef Rusnak : DCS Andrew Windsor
- 2007 : Intervention de Mary McGuckian : le détective privé
- 2010 : The Clerk's Tale, court-métrage de James Franco : Ralph
- 2010 : Paris Connections de Harley Cokeliss : Aleksandr Borinski
- 2010 : The Commuter, court-métrage d'Edward McHenry et Rory McHenry : l'agent de la circulation
- 2011 : Le Sang des Templiers de Jonathan English : l'archevêque Langton
- 2011 : Au prix du sang de Roland Joffé : Monsignor Solano
- 2011 : Votre Majesté de David Gordon Green : Roi Tallious
- 2011 : The Mapmaker (en), court-métrage de Stephen Johnson : Rowan
- 2011 : The Door, court-métrage d'Andrew Steggall : Thomas Arlington
- 2012 : Underworld : Nouvelle Ère de Måns Mårlind et Björn Stein : Thomas
- 2012 : Midnight's Children de Deepa Mehta : William Methwold
- 2012 : St George's Day de Frank Harper : Trenchard
- 2013 : Patrick de Mark Hartley (en) : Dr Roget
- 2014 : La Légende de Viy d'Oleg Stepchenko : lord Dudley
- 2014 : Retrospective de Garrick Hamm : Jonathan Hoyle
- 2014 : Imitation Game de Morten Tyldum : le commandant Alastair Denniston
- 2014 : Dracula Untold de Gary Shore (en) : Maître vampire
- 2015 : Michiel de Ruyter de Roel Reiné : Charles II
- 2015 : La Femme au tableau de Simon Curtis : Sherman
- 2015 : Enfant 44 de Daniel Espinosa : le major Gratchev
- 2015 : Docteur Frankenstein de Paul McGuigan : le baron Frankenstein
- 2016 : Despite the Falling Snow de Shamim Sarif : Alexandre, vieux
- 2016 : Orgueil et Préjugés et Zombies de Burr Steers : M. Bennet
- 2016 : Avant toi de Thea Sharrock : Steven Traynor
- 2016 : SOS Fantômes (Ghostbusters) de Paul Feig : Dr Harold Filmore
- 2017 : Underworld: Blood Wars d'Anna Foerster : Thomas
- 2017 : Euphoria de Lisa Langseth : M. Daren
- 2018 : Johnny English contre-attaque (Johnny English Strikes Again) de David Kerr : l'agent Sept
- 2019 : Godzilla 2 : Roi des monstres de Michael Dougherty : Alan Jonah
- 2019 : La Légende du dragon d'Oleg Stepchenko : Lord Dudley
- 2020 : Mank de David Fincher : William Randolph Hearst
- 2021 : The King's Man : Première Mission (The King's Man) de Matthew Vaughn : Horatio Herbert Kitchener
- 2022 : Perdus dans l'Arctique (Against the Ice) de Peter Flinth : Neergaard
- 2024 : La Malédiction : L'Origine (The First Omen) d'Arkasha Stevenson : père Harris
- 2024 : Rumours, nuit blanche au sommet (Rumours) de Guy Maddin et Evan et Galen Johnson : Edison Wolcott, le Président des États-Unis
- 2025 : Frankenstein de Guillermo del Toro

### Télévision

#### Téléfilms
- 1980 : Very Like a Whale d'Alan Bridges : Un invité
- 1983 : The Last Day de Richard Stroud : Alan
- 1987 : Tales of the Unexpected de Paul Annett, Ray Danton, Gordon Hessler et Norman Lloyd
- 1988 : Out of the Shadows de Willi Patterson : Michael Hayden
- 1989 : Goldeneye de Don Boyd (en) : Ian Fleming
- 1990 : Le Fantôme de l'Opéra de Tony Richardson : Erik, le Fantôme de l'opéra
- 1996 : Undertow d'Eric Red : Lyle Yates
- 1997 : Rebecca de Jim O'Brien (en) : Maxim de Winter
- 1997 : In the Presence of Mine Enemies (en) de Joan Micklin Silver : Capitaine Richter
- 2000 : Justice in Wonderland de Tim Leandro : Neil Hamilton
- 2001 : The Life and Adventures of Nicholas Nickleby (en) de Stephen Whittaker (en) : Nicholas Nickleby
- 2003 : Henry VIII de Pete Travis : Duc de Buckingham
- 2003 : Looking for Victoria (en) de Louise Osmond (en) : Charles Greville
- 2004 : Don Bosco, une vie pour les jeunes Don Bosco de Lodovico Gasparini : Marquis Clementi
- 2007 : Consenting Adults (en) de Richard Curson Smith : John Wolfenden
- 2012 : Fathers Day de Cilla Ware

#### Séries télévisées
- 1974 : The Inheritors : Simon Leadbetter (1 épisode)
- 1974 : Father Brown (en) : Commandant Neil O'Brien (1 épisode)
- 1975 : Edward the King : Prince Eddy (2 épisodes)
- 1977 : Raffles (en) : Teddy Garland (1 épisode)
- 1982 : Nancy Astor (mini-série) : Edward Hartford-Jones (1 épisode)
- 1982 : Frost in May (mini-série) : Reynaud Callaghan (1 épisode)
- 1983 : Les Professionnels : Parker (1 épisode)
- 1984 : Le Joyau de la couronne (mini-série) : Sergent Guy Perron (5 épisodes)
- 1984 : The Secret Servant (mini-série) : Harry Maxim
- 1985 : Time for Murder : James Latimer (1 épisode)
- 1986 : Screen Two (en) : Paul Hatcher (1 épisode)
- 1987 : Out on a Limb (mini-série) : Gerry Stamford
- 1987 : Bizarre, bizarre : Robert Smythe (1 épisode)
- 1988 : L'Humanoïde (en) (mini-série) : Edward Forester
- 1990 : The Lancaster Miller Affair (en) (mini-série) : Directeur de la compagnie aérienne
- 1991 : The Flying Doctors (en) : Ministre (1 épisode)
- 1992 : Star Trek TNG : Chef Cardassien (S6E11)
- 2000 : Les Mystères de Sherlock Holmes : Sir Henry Carlyle (1 épisode)
- 2000 : Mon ami le fantôme : Kenneth Crisby (1 épisode)
- 2002 : Les Enquêtes de Foyle (Foyle's War) : Guy Spencer (1 épisode)
- 2003 : Scotland Yard, crimes sur la Tamise : Greg Harwood (2 épisodes)
- 2005 : Last Rights (en) (mini-série) : Richard Wheeler
- 2005 : Du bout des doigts (mini-série) : Christopher Lilly
- 2005 : To the Ends of the Earth (en) : Sir Henry Somerset (1 épisode)
- 2005 : La Maison d'Âpre-Vent (en) (Bleak House) (mini-série) : Mr Tulkinghorn
- 2006 : Miss Marple : Septimus Bligh (épisode 2.03 : Mon petit doigt m'a dit)
- 2007 : Fallen Angel (en) : David Byfield (3 épisodes)
- 2009 : Jam & Jerusalem : Lui-même (2 épisodes)
- 2009 : Merlin : Aredian, un chasseur de sorcières (épisode 2.07 : Le Chasseur de sorcières)
- 2009 : Trinity : Dr Edmund Maltravers
- 2010 : Timbré : Lord Havelock Vetinari
- 2010 : This September : Edmund Aird (2 épisodes)
- 2011 : Neverland (mini-série) : Dr Richard Fludd (1 épisode)
- 2011 - 2015 : Game of Thrones : Tywin Lannister (saisons 1 à 5)
- 2012 : Strike Back : Conrad Knox (10 épisodes)
- 2012 : Secret State : John Hodder
- 2013 : Common Ground (mini-série) : Floyd
- 2014 : 1666, Londres en flammes (mini-série) : Lord Denton
- 2015 : Deadline Gallipoli (en) (mini-série) : Général Ian Hamilton
- 2015 : Childhood's End : Les Enfants d'Icare (mini-série) : Karellen
- 2015 : Agatha Christie : Dix Petits Nègres (mini-série) : Juge Lawrence Wargrave
- 2018 : The Little Drummer Girl (mini-série) : Commandant Picton
- Depuis 2019 : The Crown : Lord Mountbatten
- 2019 : The Widow : Martin Benson
- 2022 : Sandman : Roderick Burgess, occultiste, magicien et charlatan
- 2022 : The Serpent Queen : le pape Clément VII (mini-série)
- 2022 : This England : Sir Max Hastings (mini-série)
- 2023 : Rabbit Hole : Dr Ben Wilson (8 épisodes)
- 2024 : The Day of the Jackal : Timothy Winthorp

### Création de voix

#### Documentaires
- 2004 : When Hitler Invaded Britain, documentaire de Steven Clarke : Narrateur
- 2005 : Titanic: Birth of a Legend, documentaire de William Lyons : Narrateur
- 2020 : L'Essor de l'Empire Ottoman (la chute de Constantinople), docudrame historique de Emre Sahir : Narrateur
- 2022 : L'Essor de l'Empire Ottoman (Mehmet VS Vlad), docudrame historique de Emre Sahir : Narrateur

#### Animation
- 2002 : Dan Dare: Pilot of the Future, série animée : Colonel Simon Lasker
- 2013 : Justin y la espada del valor, film d'animation de Manuel Sicilia : Legantir

#### Jeux vidéo
- 2015 : The Witcher 3: Wild Hunt : l'empereur Emhyr var Emreis
- 2018 : Call of Duty: Black Ops IIII : Godfrey (Dead of the Night)

## Distinctions
Sauf mention contraire, les informations ci-dessous sont issues de la page Distinctions sur l'Internet Movie Database.

### Récompenses
| Année | Cérémonie                                      | Catégorie                  | Œuvre                      |
| ----- | ---------------------------------------------- | -------------------------- | -------------------------- |
| 1994  | Paris Film Festival                            | Meilleur acteur            | Kabloonak                  |
| 2002  | Critics' Choice Movie Awards                   | Meilleure distribution     | Gosford Park               |
| 2002  | Florida Film Critics Circle Awards             | Meilleure distribution     | Gosford Park               |
| 2002  | Online Film Critics Society Awards             | Meilleure distribution     | Gosford Park               |
| 2002  | Satellite Awards                               | Meilleure distribution     | Gosford Park               |
| 2002  | Screen Actors Guild Awards                     | Meilleure distribution     | Gosford Park               |
| 2005  | Festival international du film de Palm Springs | Lifetime Achievement Award | -                          |
| 2006  | Broadcasting Press Guild Awards                | Meilleur acteur            | La Maison d'Âpre-Vent (en) |
| 2015  | Festival international du film de Palm Springs | Meilleure distribution     | Imitation Game             |

### Nominations
| Année | Cérémonie                                   | Catégorie                                                  | Œuvre                      |
| ----- | ------------------------------------------- | ---------------------------------------------------------- | -------------------------- |
| 1985  | British Academy Television Awards           | Meilleur acteur                                            | Le Joyau de la couronne    |
| 2001  | Awards Circuit Community Awards             | Meilleure distribution                                     | Gosford Park               |
| 2002  | Phoenix Film Critics Society Awards         | Meilleure distribution                                     | Gosford Park               |
| 2006  | Primetime Emmy Awards                       | Meilleur acteur dans une mini-série ou un téléfilm         | La Maison d'Âpre-Vent (en) |
| 2006  | Online Film & Television Association Awards | Meilleur acteur dans un téléfilm ou une mini-série         | La Maison d'Âpre-Vent (en) |
| 2006  | Royal Television Society Awards             | Meilleur acteur                                            | La Maison d'Âpre-Vent (en) |
| 2006  | Satellite Awards                            | Meilleur acteur dans une mini-série ou un téléfilm         | La Maison d'Âpre-Vent (en) |
| 2014  | Australian Film Critics Association Awards  | Meilleur acteur dans un second rôle                        | Patrick                    |
| 2014  | San Diego Film Critics Society Awards       | Meilleure distribution                                     | Imitation Game             |
| 2014  | Online Film & Television Association Awards | Meilleur acteur                                            | Game of Thrones            |
| 2014  | Screen Actors Guild Awards                  | Meilleure distribution pour une série télévisée dramatique | Game of Thrones            |
| 2015  | Screen Actors Guild Awards                  | Meilleure distribution                                     | Imitation Game             |
| 2015  | Screen Actors Guild Awards                  | Meilleure distribution pour une série télévisée dramatique | Game of Thrones            |

## Voix francophones
En version française, plusieurs comédiens se succèdent pour doubler Charles Dance à ses débuts. Il est ainsi doublé successivement entre 1986 et 2006 par Jean-Claude Balard dans Golden Child : L'Enfant sacré du Tibet, Gérard Berner dans Last Action Hero, Hervé Bellon dans Michael Collins, Emmanuel Jacomy dans Rebecca, André Dussollier dans Swimming Pool, Philippe Crubézy dans Scoop et Paul Bandey dans Désaccord parfait. À noter que c'est Daniel Sarky qui le double dans le premier doublage de Alien 3 et qu'il est remplacé par Patrick Osmond dans les scènes supplémentaires de l'Assembly cut .
Si Philippe Catoire le double en 2002 dans Ali G, ce n'est qu'à partir de Trinity en 2009 qu'il devient sa voix régulière. Il le retrouve notamment dans Le Sang des Templiers, Game of Thrones, les films Underworld, Strike Back, Imitation Game, Agatha Christie : Dix petits nègres, Godzilla 2 : Roi des monstres, The Crown, Mank ou encore The King's Man : Première Mission. En parallèle, il est doublé à trois reprises par Féodor Atkine dans Dracula Untold, Enfant 44 et La Femme au tableau ainsi qu'à titre exceptionnel par Daniel Nicodème dans Timbré, Franck Dacquin dans Votre Majesté, Vincent Violette dans Secret State, Guy Chapellier dans The Widow et Patrick Raynal dans The Little Drummer Girl. En 2022, il est doublé par Benoît Allemane dans Perdus dans l'Arctique.